# Sjoera Retèl
Sjoera Retèl (Amsterdam, 25 augustus 1969) is een Nederlandse actrice. 

## Familie
Retèl werd geboren als de dochter van acteur Jan Retèl en actrice Sigrid Koetse. Ze is de halfzus van acteur René Retèl. 

## Opleiding
Na het gymnasium (aan het Amsterdams Lyceum) volgde Retèl een opleiding aan de Toneelschool (1988-1992).  Hierna liep ze stage bij Toneelgroep Amsterdam van Gerardjan Rijnders. Ook richtte ze met studiegenoot Barbara Pouwels "Lichting ’92" op, dat in 1994 een kleine tournee had. In 2000 stond ze samen met haar moeder op het toneel, toen die afscheid nam van Toneelgroep Amsterdam. Vanaf december 2008 tot 2009 vertolkte ze de rol van Léonie Klein in Onderweg naar Morgen.

## Filmografie (selectie)
Daarvoor en daarna was ze freelance-actrice, die in allerlei series een gastrol had zoals in Gooische Vrouwen en Dokter Tinus:
- 1997 - Unit 13 - Nelleke (1997-1998)
- 2002 - Baantjer - Tanja Dubois
- 2003 - Gemeentebelangen - Aimée
- 2005 - Keyzer & De Boer Advocaten - Cynthia Snoei
- 2008 - Gooische Vrouwen - Verkoopster Hockeywinkel
- 2008 - Onderweg naar Morgen - Léonie Klein (2008-2009)